# سیارک ۲۶۹۴۸۴
سیارک ۲۶۹۴۸۴ (به انگلیسی: 269484 Marcia، نامگذاری:2009UB4)۲۶۹۴۸۴مین سیارک کشف شده‌است که در ۱۹ اکتبر ۲۰۰۹ کشف شد.